# Kapako
Kapako ist eine Ansiedlung in der Region Kavango-West im Nordosten Namibias und liegt im gleichnamigen Wahlkreis Kapako.
Marco Hausiku (1953–2021), ehemaliger Vize-Premierminister und Minister, wurde in Kapako geboren.